# توماسو اسمیت
توماسو اسمیت (ایتالیایی: Tomaso Smith؛ ۱۵ ژوئن ۱۸۸۶ – ۲۷ مه ۱۹۶۶) فیلم‌نامه‌نویس اهل ایتالیا بود.

## فیلم‌شناسی
- The Blue Fleet  (۱۹۳۲)
- The Last Adventure (۱۹۳۲)
- زن نابینای سورنتو (۱۹۳۴)
- Loyalty of Love (۱۹۳۴)
- بندر (۱۹۳۴)
- گذرنامه سرخ (۱۹۳۵)
- To Live (۱۹۳۷)
- The Fornaretto of Venice (۱۹۳۹)
- بیوه (۱۹۳۹)
- Father For a Night (۱۹۳۹)
- Kean (۱۹۴۰)
- Lucrezia Borgia (۱۹۴۰)
- The King's Jester (۱۹۴۱)
- Beatrice Cenci (۱۹۴۱)
- The Gorgon (۱۹۴۲)
- رستاخیز (۱۹۴۴)